# Egersund
Egersund är en tätort och kuststad i Rogaland fylke i sydvästra Norge. Staden utgör centralort i Eigersunds kommun (observera skillnaden i stavning).
Egersund har tidigare utgjort en stadskommun med namnet Egersund.

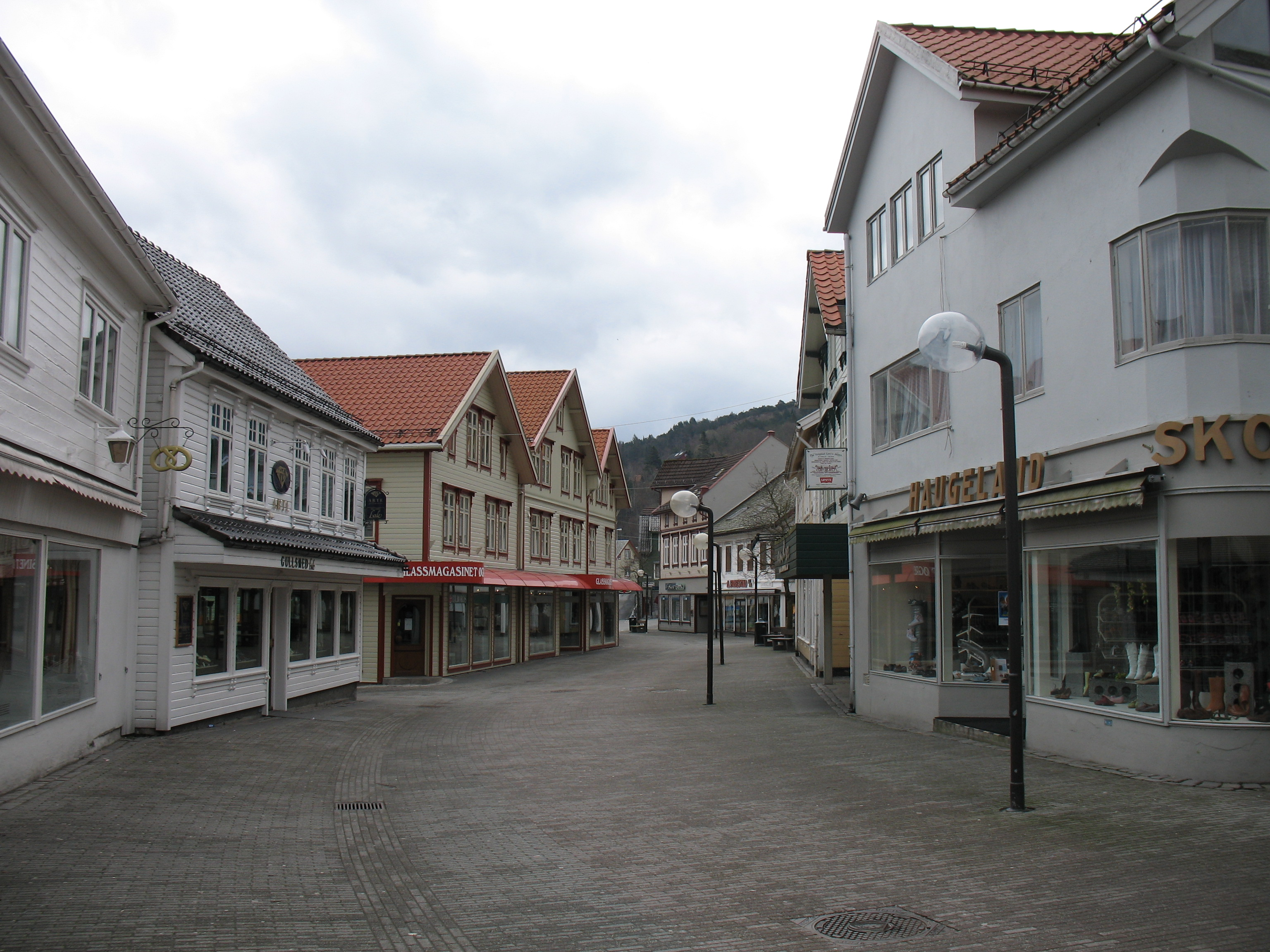
Egersunds centrum.